# Souvigny-de-Touraine

Souvigny-de-Touraine este o comună în departamentul Indre-et-Loire, Franța. În 1 ianuarie 2022 avea o populație de 391 de locuitori.